# Nocturno Culto
Ted Skjellum (Oppegård, Norveška, 4. ožujka 1972.), poznatiji pod umjetničkim imenom Nocturno Culto, je norveški glazbenik, najpoznatiji kao glavni vokalist, gitarist, i povremeno basist (zajedno s Fenrizom) norveškog black metal-sastava Darkthrone. Sastavu se pridružio 1988. godine. Također je pjevač u sastavu Sarke, a i radi na samostalnom projektu Gift of Gods. Trenutno radi kao školski učitelj te ima sina i kćer. Samostalno je objavio dokumentarni film The Misanthrope koji govori o black metalu i životu u Norveškoj.

## Diskografija
Darkthrone
- Soulside Journey (1991.)
- A Blaze in the Northern Sky (1992.)
- Under a Funeral Moon (1993.)
- Transilvanian Hunger (1994.)
- Panzerfaust (1995.)
- Total Death (1996.)
- Ravishing Grimness (1999.)
- Plaguewielder (2001.)
- Hate Them (2003.)
- Sardonic Wrath (2004.)
- The Cult Is Alive (2006.)
- F.O.A.D. (2007.)
- Dark Thrones and Black Flags (2008.)
- Circle the Wagons (2010.)
- The Underground Resistance (2013.)
- Arctic Thunder (2016.)
- Old Star (2019.)
- Eternal Hails...... (2021.)
- Astral Fortress (2022.)

Satyricon
- Nemesis Divina (1996.)

Sarke
- Vorunah (2009.)
- Oldarhian (2011.)
- Aruagint (2013.)
- Bogefod (2016.)
- Viige Urh (2017.)
- Gastwerso (2019.)

Gift of Gods
- Receive (2013.)

## Filmografija
- The Misanthrope (2007.)